# Johann Nepomuk von Fuchs
Johann Nepomuk von Fuchs (Mattenzell, 15 de mayo de 1774 - 5 de marzo de 1856) fue un químico y mineralogista alemán. Se le conoce por sus observaciones mineralógicas y por su trabajo con vidrio soluble, nombre con que se conocen los silicatos de sodio y de potasio y que ha encontrado aplicaciones en estereocromia.
Nació en Mattenzell, cerca de Dennberg, Baviera. Estudió medicina en Heidelberg. En 1807 se convirtió en profesor de química y mineralogía para la Universidad de Landshut. En 1823 era responsable de las colecciones de minerales de Múnich, donde ejerció de profesor de mineralogía durante 3 años. Se retiró en 1852 y dos años más tarde, en 1854, le fue otorgado el título de noble por el rey Maximiliano II de Baviera. Murió en Múnich el 5 de marzo de 1856.

## Obra
- Über die Theorien der Erde, den Amorphismus fester Körper und den gegenseitigen Einfluß der Chemie und Mineralogie : junto con una breve muestra de contenido de todos los otros escritos y ensayos del autor para su cumpleaños número 70, publicado por algunos amigos / de J. N. Fuchs. Múnich: Fleischmann, 1844. Universidad y Biblioteca Estatal de Düsseldorf – 1ª publicación de „Theorien der Erde“ 1838[1]

- Neue Methode das Bier auf seine wesentlichen Bestandtheile zu untersuchen, 1836.

- Naturgeschichte des Mineralreichs (Historia natural del mundo mineral), 1842.

- Über die Theorien der Erde, den Amorphismus fester Körper und den gegenseitigen Einfluß der Chemie und Mineralogie (Sobre las teorías de la tierra, el amorfismo de los cuerpos sólidos y la influencia mutua de la química y la mineralogía), 1844.

- La stéréochromie: peinture monumentale, 1861 (tradujo al francés × Léon Dalemagne).[2]